# ピアノ協奏曲 (ルロイ・アンダーソン)
ピアノ協奏曲ハ長調（英語: Concerto in C major for Piano and Orchestra）は、ルロイ・アンダーソンが1953年に作曲したピアノ協奏曲。

## 概要
小品が多いアンダーソンの楽曲の中では数少ない、比較的規模の大きな作品である。古典的なソナタの様式に則り、確固たる構成を持ちながらも、ジャズなどの様々な音楽の影響を受けた、親しみやすい楽曲である。
1953年に作曲されたが、1950年代に2度演奏された後は演奏されず、アンダーソン自身も作品リストから外していた。1989年、遺族の許可を得てトロントにて復活演奏がなされ、近年は録音も増えている。

## 楽器編成
オリジナルのピアノと管弦楽による編成の他、イェルク・ムルシュインスキによるピアノと吹奏楽のための編曲、ピアノ連弾用の編曲が知られている。

## 曲の構成
演奏時間は約20分。
- 第1楽章 Allegro moderato、ハ長調。ソナタ形式。
- 第2楽章 Andante、ホ長調。
- 第3楽章 Allegro vivo、ハ長調。